# Taygun Kuru
Taygun Kuru (* 8. Januar 1990 in Berlin) ist ein ehemaliger deutscher Fußballspieler.

## Karriere
In Berlin geboren, spielte Kuru zunächst für den im Stadtteil Lankwitz ansässigen BFC Preussen, ehe er 2006 in die A-Jugendabteilung des 1. FC Nürnberg und 2007 in die des FC Bayern München wechselte. Zur Saison 2009/10 rückte er in die unter Mehmet Scholl trainierte und in der 3. Liga spielende zweite Mannschaft auf, für die er am 1. September 2009 (7. Spieltag), mit Einwechslung für Manuel Duhnke in der 76. Minute, beim 4:2-Sieg im Auswärtsspiel gegen den VfB Stuttgart II erstmals zum Einsatz kam. Nachdem er in zwei Spielzeiten lediglich acht Punktspiele bestritten hatte, die Bayern in die Regionalliga Süd absteigen mussten, wechselte er zur Saison 2011/12 zum Ligakonkurrenten SpVgg Greuther Fürth II. Dort blieb er bis zum Jahresende 2011 und schloss sich am 1. Januar 2012 der in der Bezirksliga Mittelfranken 1 spielenden Fußballabteilung des Sportklub Lauf aus der gleichnamigen Stadt an. Nach insgesamt acht Punktspielen bis Saisonende 2015/16 beendete er seine Fußballerkarriere.